# Christian Georg Schmorl

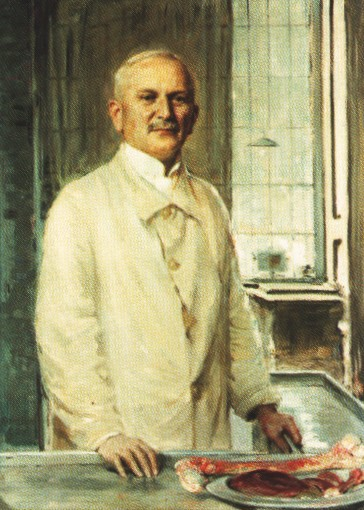
Portret z 1921 roku

Christian Georg Schmorl (ur. 2 maja 1861 w Mügeln, zm. 14 sierpnia 1932 w Dreźnie) – niemiecki lekarz, patolog.

## Życiorys
Urodził się 2 maja 1861 w Mügeln jako piąty syn dyrektora sądu Ernsta-Adolfa Schmorla (1818–1907) i Clementine-Franziski z domu Mogk. Uczęszczał do Prinzenschule Sankt Afra (obecnie Sächsisches Landesgymnasium Sankt Afra) w Miśni. Po ukończeniu szkoły rozpoczął studia matematyczne na Uniwersytecie we Fryburgu Bryzgowijskim, ale po roku zmienił kierunek na medycynę na Uniwersytecie w Lipsku. Studia ukończył w 1887 roku, po czym specjalizował się z patologii u Felixa Victora Birch-Hirschfelda, którego został asystentem. W 1892 roku w Lipsku habilitował się z patologii i medycyny sądowej. W 1894 zastąpił Friedricha Karla Adolfa Neelsena na stanowisku dyrektora Instytutu Patologii Stadtkrankenhaus Dresden-Friedrichstadt. Od 1894 należał do Sächsisches Landes-Med.-Kollegium. W 1897 został radcą medycznym (Medizinrat).
Przez większość swojej kariery (lata 1894–1931) związany był ze szpitalem miejskim w Dreźnie. W 1930 roku został doktorem honoris causa Uniwersytetu w Lipsku za zasługi w dziedzinie patologii weterynaryjnej.
3 października 1894 ożenił się z Marią Marthaus. Małżeństwo miało dwie córki i syna. Zmarł 14 sierpnia 1932 w Dreźnie, po dwóch tygodniach od ostatecznie śmiertelnego zatrucia. Wspomnienia o nim napisali Herbert Junghans, Wätjen, Otto Lubarsch, Schürmann, Morpurgo, DeVecchi, Hubert Maitland Turnbull.
W 1952 roku z okazji 20-tej rocznicy jego śmierci, Instytut Patologii przy Bezirkskrankenhauses Dresden-Friedrichstadt przemianowano na Institut für Pathologie Georg Schmorl.

## Dorobek naukowy

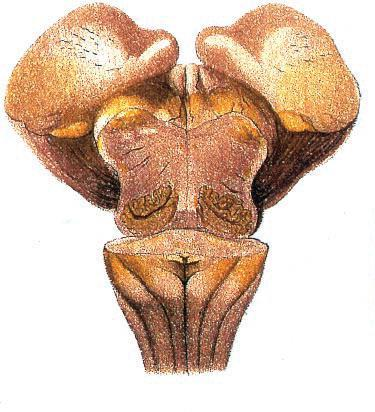
Ilustracja z pracy Schmorla z 1904 roku przedstawiająca żółtaczkę jąder podkorowych

Zajmował się histologią i histopatologią układu kostnego człowieka. Opracował nową metodę barwienia skrawków kostnych (barwienie Schmorla II), inna metoda wprowadzona przez Schmorla pozwalała zredukować objętość tkanki przed poddaniem jej badaniu na obecność bakterii (barwienie Schmorla I). Obie metody opisane były w podręczniku histologii wydanym po raz pierwszy w 1897 i piętnastokrotnie wznawianym. Podręcznik znany był wśród studentów jako "der kleine Schmorl" ("mały Schmorl").
Opisał zmiany zwyrodnieniowe kręgów, określane dziś jako guzki Schmorla. Był autorem jednego z pierwszych opisów mielofibrozy. Dawniej wypuklinę krążka międzykręgowego określano mianem "choroby Schmorla".
W 1893 roku jako pierwszy wykazał obecność komórek płodu w organizmie ciężarnej i zasugerował rolę łożyska w patogenezie rzucawki.
W 1904 roku wprowadził do medycyny termin kernicterus, na określenie żółtaczki jąder podstawy mózgu. Patologię tą opisał przed nim Johannes Orth.

### Prace
- Ein Fall von Hermaphroditismus. „Virchows Archiv”. 113 (2), s. 229-244, sierpień 1888. DOI: 10.1007/BF02360124.
- Carl Karg, Georg Schmorl: Atlas der pathologischen Gewebelehre. Leipzig: Vogel, 1893. Brak numerów stron w książce
- Pathologisch-anatomische Untersuchungen über Puerperal-Eklampsie. Leipzig: Vogel, 1893. Brak numerów stron w książce
- Die pathologisch-histologischen Untersuchungsmethoden. Leipzig, 1897
- Bode E, Schmorl. Ueber Tumoren der Placenta. „Archiv für Gynäkologie”. 56 (1), s. 73-82, luty 1898. DOI: 10.1007/BF02018897.
- Stereoskopisch-photographischer Atlas der pathologischen Anatomie des Herzens. Munchen: 1899. Brak numerów stron w książce
- Zur Lehre von der Eklampsie. „Archiv für Gynäkologie”. 65 (2), s. 504-529, 1902. DOI: 10.1007/BF02007170.
- Zur Kenntnis des Ikterus neonatorum, insbesondere der dabei auftretenden Gehirnveränderungen. „Verh Dtsch Pathol Ges”. 6, s. 109-115, 1904.
- Bemerkungen zu der Arbeit von Ribbert: Die Traktionsdivertikel des Oesophagus. „Virchows Archiv”. 179 (1), s. 190-193, 1905. DOI: 10.1007/BF02029816.
- Die pathologisch-histologischen Untersuchungsmethoden (FCW Vogel 1907)
- Über die Beeinflussung des Knochenwachstums durch phosphorarme Ernährung, 1913, DOI: 10.1007/BF01865422. Brak numerów stron w książce
- Die pathologische Anatomie der Wirbelsäule. „Verhandlungen der Deutschen orthopädischen Gesellschaft”. 21, s. 3-41, 1926.
- Über Dehnungs- und Zerrungsvorgänge an den Bandscheiben und ihre Folgen. „Zentralblatt für allgemeine Pathologie und pathologische Anatomie”. 40, s. 244-246, 1927.
- Kurze Bemerkung zur Arbeit von R. Probst über die Häufigkeit des Lungencarcinoms (1927)
- Die Pathogenese der juvenilen Kyphose. „Fortschr. geb. Rontgen”, 1930.brak numeru strony
- Junghans J, Schmorl CG. Die gesunde und kranke Wirbelsäule im Röntgenbild. „Fortschritte auf dem Gebiete der Röntgenstrahlen”. 43, 1932.brak numeru strony
- Beitrag zur Kenntnis der Spondylolisthese. „Langenbeck's Archives of Surgery”. 237 (3), s. 422-428, 1932. DOI: 10.1007/BF02796845.